# 止々呂美東西線
止々呂美東西線（とどろみとうざいせん）は、大阪府箕面市に設置された都市計画道路。「箕面市道止々呂美東西線」。

## 概要
2007年（平成19年）5月30日に箕面有料道路と同時に開通。
国道423号と接続し、箕面市内のニュータウンである「箕面森町」（水と緑の健康都市）内を通る。西端で接続する豊能町道は、豊能町東部の東ときわ台を通り国道477号に接続する。
- 距離：2.6km
- 起点：箕面市上止々呂美（国道423号 中止々呂美交差点）
- 終点：箕面市下止々呂美（豊能町東ときわ台境界）
  - 後に、箕面市森町北 - 下止々呂美（豊能町境界）間は、都市計画道路止々呂美吉川線・大阪府道116号豊能池田線の一部となった。